# 해리 그레그슨윌리엄스
해리 그레그슨윌리엄스(영어: Harry Gregson-Williams, 1961년 12월 13일 ~ )는 잉글랜드 출신의 작곡가이다. 영화 음악, 비디오 게임 전문 작곡가로서, 영화 《나니아 연대기》 시리즈, 《슈렉》 시리즈의 OST가 그의 대표적인 스코어이다. 자주 협업하는 감독으로는 토니 스콧과 리들리 스콧 형제, 벤 애플렉, 앤드루 애덤슨 등이 있다. 한편 게임 쪽에서는 메탈 기어 솔리드 시리즈의 주요 작곡가로 활동중이다.

## OST 담당 게임
| 연도 | 제목                                        | 비고                 |
| ---- | ------------------------------------------- | -------------------- |
| 2001 | 메탈 기어 솔리드 2: 자유의 후예들           | 히비노 노리코와 공동 |
| 2004 | 메탈 기어 솔리드 3: 스네이크 이터           | 히비노 노리코와 공동 |
| 2007 | 콜 오브 듀티 4: 모던 워페어                 |                      |
| 2008 | 메탈 기어 솔리드 4: 건즈 오브 더 패트리어트 |                      |
| 2014 | 메탈 기어 솔리드 V: 그라운드 제로           |                      |
| 2014 | 콜 오브 듀티: 어드밴스드 워페어             |                      |
| 2015 | 메탈 기어 솔리드 V: 팬텀 페인               |                      |

## OST 담당 영화
| 연도 | 제목                                | 감독                                      | 비고                             |
| ---- | ----------------------------------- | ----------------------------------------- | -------------------------------- |
| 1998 | 에너미 오브 스테이트                | 토니 스콧                                 | 트레버 레이빈과 공동             |
| 1998 | 리플레이스먼트 킬러                 | 앤트완 퓨콰                               |                                  |
| 2000 | 티거 무비                           | 준 팔컨스틴                               | 존 파월과 공동                   |
| 2000 | 치킨 런                             | 피터 로드, 닉 파크                        | 존 파월과 공동                   |
| 2001 | 스파이 키드                         | 로버트 로드리게스                         | 존 데브니, 대니 엘프먼 등과 공동 |
| 2001 | 슈렉                                | 앤드루 애덤슨, 비키 젠슨                  | 존 파월과 공동                   |
| 2001 | 스파이 게임                         | 토니 스콧                                 |                                  |
| 2002 | 폰부스                              | 조엘 슈마커                               |                                  |
| 2003 | 신밧드: 7대양의 전설                | 팀 존슨, 패트릭 길모어                    |                                  |
| 2003 | 베로니카 게린                       | 조엘 슈마커                               |                                  |
| 2003 | 웰컴 투 더 정글                     | 피터 버그                                 |                                  |
| 2004 | 맨 온 파이어                        | 토니 스콧                                 | 리사 제러드와 공동               |
| 2004 | 슈렉 2                              | 앤드루 애덤슨, 켈리 애즈베리, 콘래드 버넌 |                                  |
| 2004 | 팀 아메리카: 세계 경찰              | 트레이 파커                               |                                  |
| 2004 | 브리짓 존스의 일기: 열정과 애정     | 비번 키드런                               |                                  |
| 2006 | 세러핌 폴스                         | 데이비드 본앵켄                           |                                  |
| 2006 | 플러쉬                              | 샘 펠, 데이비드 바워스                    |                                  |
| 2006 | 데자뷰                              | 토니 스콧                                 |                                  |
| 2007 | 넘버 23                             | 조엘 슈마커                               |                                  |
| 2007 | 슈렉 3                              | 크리스 밀러, 라만 후이                    |                                  |
| 2007 | 가라, 아이야, 가라                  | 벤 애플렉                                 |                                  |
| 2008 | 포비든 킹덤: 전설의 마스터를 찾아서 | 롭 민코프                                 |                                  |
| 2008 | 나니아 연대기: 캐스피언 왕자        | 앤드루 애덤슨                             |                                  |
| 2009 | 엑스맨 탄생: 울버린                 | 개빈 후드                                 |                                  |
| 2009 | 펠햄 123                            | 토니 스콧                                 |                                  |
| 2010 | 트웰브                              | 조엘 슈마커                               |                                  |
| 2010 | 슈렉 포에버                         | 마이크 미첼                               |                                  |
| 2010 | 페르시아의 왕자: 시간의 모래        | 마이크 뉴얼                               |                                  |
| 2010 | 타운                                | 벤 애플렉                                 | 데이비드 버클리와 공동           |
| 2010 | 언스토퍼블                          | 토니 스콧                                 |                                  |
| 2011 | 라이프 인 어 데이                   | 케빈 맥도널드                             |                                  |
| 2011 | 카우보이 & 에이리언                 | 존 패브로                                 |                                  |
| 2011 | 아더 크리스마스                     | 세라 스미스                               |                                  |
| 2012 | 프로메테우스                        | 리들리 스콧                               | 한스 치머, 리사 제라드와 공동    |
| 2012 | 토탈 리콜                           | 렌 와이즈먼                               |                                  |
| 2013 | 더 이스트                           | 잘 바트만글리지                           |                                  |
| 2014 | 더 이퀄라이저                       | 앤트완 퓨콰                               |                                  |
| 2015 | 블랙코드                            | 마이클 맨                                 | 애티커스 로스와 공동             |
| 2015 | 몽키 킹덤                           | 마크 린필드, 앨러스터 포더길              |                                  |
| 2015 | 미스 유 올레디                      | 캐서린 하드윅                             |                                  |
| 2015 | 마션                                | 리들리 스콧                               |                                  |
| 2016 | 리브 바이 나이트                    | 벤 애플렉                                 |                                  |
| 2017 | 주키퍼스 와이프                     | 니키 카로                                 |                                  |
| 2017 | 에이리언: 커버넌트                  | 리들리 스콧                               |                                  |
| 2018 | 얼리맨                              | 닉 파크                                   |                                  |
| 2018 | 더 이퀄라이저 2                     | 앤트완 퓨콰                               |                                  |
| 2018 | 메가로돈                            | 존 터틀토브                               |                                  |